# Telegrafía armónica
Se denomina telegrafía armónica (también conocida como telegrafía acústica) a un procedimiento de transmisión en el que mediante la utilización de tonos de distinta frecuencia, en la banda vocal, se puede utilizar un circuito telefónico para el envío de múltiples comunicaciones telegráficas simultáneas.
La telegrafía armónica utiliza la multiplexación por división de frecuencia para dividir la banda de un canal telefónico clásico (300 a 3400 Hz) en un número determinado de canales telegráficos, generalmente comprendido entre 6 y 24, de un ancho de banda inferior. Por cada uno de estos canales se envía una portadora (tono de frecuencia vocal) que a su vez es modulada en amplitud o por desplazamiento de frecuencia.
El mayor o menor ancho de banda asignado a cada canal viene impuesto por la velocidad de transmisión (tasa de baudios o baud rate) a que deba trabajar el circuito telegráfico por él constituido. A mayor velocidad habrá mayor ancho de banda, así si la velocidad de transmisión es de 50 baudios se puede transmitir por 24 canales telegráficos, mientras que si la velocidad es de 300 baudios solo se podrá transmitir por 6 canales.
Tras la incorporación de medios digitales de transmisión en las redes de telecomunicaciones, la telegrafía armónica cayó prácticamente en desuso junto con los sistemas de transmisión analógicos a los que iba asociado este procedimiento de transmisión.
Los inventores que trabajaron en el telégrafo acústico incluyeron Charles Bourseul, Thomas Edison, Elisha Gray y Alexander Graham Bell. Sus esfuerzos para desarrollar la telegrafía acústica, para reducir el coste del servicio telegráfico, condujeron al invención del teléfono.

## Patentes
- Patente USPTO n.º 0161,739 -- Mejora de los transmisores y receptores de telégrafos eléctricos - Alexander Graham Bell, expedido el 6 de abril de 1875
- Patente USPTO n.º 0166,095 -- Telegrama eléctrico para transmitir tonos musicales - Elisha Gray, expedida el 27 de julio de 1875; Reedición # 8559  Jan. 28, 1879;
- Patente USPTO n.º 0173,618 -- Mejora en telégrafos electro-armónicos-Elisha Gray, expedida el 15 de febrero de 1876
- Patente USPTO n.º 0182,996 -- Telegrama Acústico-Thomas Edison, expedido el 10 de octubre de 1876
- Patente USPTO n.º 0186,330 -- Telégrafos eléctricos acústicos-Thomas Edison, expedido el 16 de enero de 1877
- Patente USPTO n.º 0200,993 -- Telégrafos Acústicos-Thomas Edison, expedido el 5 de marzo de 1878
- Patente USPTO n.º 0203,019 -- Circuitos para telégrafos acústicos o telefónicos - Thomas Edison, expedido el 30 de abril de 1878
- Patente USPTO n.º 0235,142 -- Telegrama Acústico-Thomas Edison, expedido el 7 de diciembre de 1880

Las cinco patentes de Edison fueron asignadas a Western Union Telegraph Company de Nueva York.